# 坂元祐
坂 元祐（さか もとすけ）は、戦国時代から安土桃山時代にかけての武将。毛利氏家臣。坂氏の一族で、坂広秀の嫡男と推定される。初名は坂 保良（さか やすよし）。

## 生涯
毛利氏の庶流である坂氏に生まれ、毛利氏に仕える。
大永4年（1524年）に坂広秀らが毛利元就の異母弟・相合元綱を担いでクーデターを起こそうとするも失敗して誅殺されると、元祐は大内氏傘下の安芸の国人・平賀隆宗の下に落ち延びた。天文18年（1549年）には平賀隆宗に従って備後の山名理興攻めに出陣したが、その陣中で隆宗が死去。元祐はその後、毛利元就に赦されて毛利氏に帰参した。
天文19年（1550年）7月12日から7月13日にかけて元就によって安芸井上氏が粛清された直後の7月20日に毛利氏家臣団238名が連署して毛利氏への忠誠等を誓った起請文においては、27番目に「坂新五左衛門尉保良」と署名している。
天文24年（1555年）4月、野間隆実が籠もる矢野城攻略戦に参加。この戦いにおいて渡辺長と先陣を争い勝利した。そして同年10月1日の厳島の戦いにも参戦し、その群を抜いた働きにより毛利隆元より感状を得ている。
厳島の戦いに続いて防長経略が始まると、同年の内に周防国に進出し、玖珂郡山代の山代衆を抱き込んで、山代衆を統括する立場となった。また、周防国高森城主となり、周防国進出の橋頭堡として高森城の普請を進めた。翌弘治2年（1556年）には山口へ進撃した後に長門国へ進出。大内義長率いる大内氏滅亡の立役者の一人となった。
筑前国博多の権益を巡って、豊後国の戦国大名・大友義鎮（宗麟）との関係が不穏になったため、永禄5年（1562年）に豊前国や筑前国に出陣した。また、永禄11年（1568年）に豊前国の要衝・豊前松山城を、翌永禄12年（1569年）には博多を制する要衝・立花山城を攻略し、乃美宗勝や桂元重と共に、立花山城の守将となった。これに伴い、元祐は毛利氏の筑前国支配の中心人物となる。
同年5月から始まる多々良浜の戦いの最中、同年6月に尼子勝久や山中幸盛らの尼子氏再興軍が出雲国へ乱入し、10月には大内輝弘が大友氏の支援を受けて周防国山口へ侵攻した大内輝弘の乱が起こったため毛利軍は北九州から急遽撤退。元祐は敵中に孤立した立花山城に籠城するが、最終的に大友氏重臣の戸次鑑連（立花道雪）の勧告により開城した。かつて毛利氏が立花山城を攻略した際に、籠城兵を丁重に送り返していたことから、戸次鑑連も坂元祐ら毛利軍を丁重に長門国まで送り届けた。
その後、元祐は毛利輝元にも仕え、天正3年（1575年）3月22日に死去。嫡男の宮千代は15歳で早世していたため、次男の元克が家督を継いだ。なお、子孫は長州藩大組士（禄高82石）として続き、元祐の墓は現在の山口県岩国市美和町の本覚寺墓所にある。